# Madeleine Albright
Madeleine Korbel Albright, nascida como Marie Jana Korbel (Praga, 15 de maio de 1937 – Washington, D.C., 23 de março de 2022) foi uma política e diplomata americana nomeada como 64.ª Secretária de Estado dos Estados Unidos, tendo sido a primeira mulher no cargo. Foi nomeada pelo presidente Bill Clinton em 5 de dezembro de 1996 e confirmada por unanimidade pelo Senado dos Estados Unidos por 99-0. Prestou juramento em 23 de janeiro de 1997. Foi ainda professora na Universidade de Georgetown.

## Biografia
Nascida em Praga, Tchecoslováquia, Albright imigrou para os Estados Unidos após o golpe de Estado comunista de 1948, quando tinha onze anos. Seu pai, o diplomata Josef Korbel, estabeleceu a família em Denver, Colorado, e ela se tornou cidadã americana em 1957. Albright se formou no Wellesley College em 1959 e obteve um PhD na Universidade de Columbia em 1975, escrevendo sua tese sobre a Primavera de Praga. Ela trabalhou como assessora do senador Edmund Muskie de 1976 a 1978, antes de servir como membro da equipe do Conselho de Segurança Nacional sob Zbigniew Brzezinski. Ela serviu nessa posição até 1981, quando o presidente Jimmy Carter deixou o cargo.
Depois de deixar o Conselho de Segurança Nacional, Albright ingressou no corpo docente acadêmico da Universidade de Georgetown em 1982 e aconselhou candidatos democratas em relação à política externa. Após a eleição presidencial de 1992, Albright ajudou a montar o Conselho de Segurança Nacional do presidente Bill Clinton. Ela foi nomeada embaixadora dos Estados Unidos nas Nações Unidas de 1993 a 1997, cargo que ocupou até sua elevação a secretária de Estado. A secretária Albright serviu nessa função até que o presidente Clinton deixou o cargo em 2001.
Albright atuou como presidente do Albright Stonebridge Group, uma empresa de consultoria, e foi o Michael and Virginia Mortara Endowed Distinguished Professor na Prática da Diplomacia na Escola de Serviço Exterior da Universidade de Georgetown. Ela foi premiada com a Medalha Presidencial da Liberdade pelo presidente Barack Obama em maio de 2012.  Albright atuou no conselho do Conselho de Relações Exteriores.
Morreu em 23 de março de 2022, aos 84 anos de idade, devido a um câncer.

## Carreira

### Início de carreira
Albright retornou a Washington, D.C., em 1968, e viajava para Columbia para concluir seu doutorado em filosofia, que obteve em 1975. Ela começou a arrecadar fundos para a escola de suas filhas, envolvimento que a levou a vários cargos em conselhos educacionais. Ela foi eventualmente convidada a organizar um jantar de arrecadação de fundos para a campanha presidencial de 1972 do senador americano Ed Muskie do Maine. Essa associação com Muskie levou a uma posição como sua assistente legislativa-chefe em 1976. No entanto, após a eleição presidencial americana de 1976 de Jimmy Carter, seu ex-professor Brzezinski foi nomeado Conselheiro de Segurança Nacional, e recrutou Albright de Muskie em 1978 para trabalhar na Ala Oeste como ligação congressional do Conselho de Segurança Nacional. Após a derrota de Carter em 1980 para Ronald Reagan, Albright seguiu para o Centro Internacional de Acadêmicos Woodrow Wilson no Smithsonian Institution em Washington, D.C., onde recebeu uma bolsa para um projeto de pesquisa. Ela escolheu escrever sobre os jornalistas dissidentes envolvidos no movimento Solidariedade da Polônia, então em seus primórdios, mas ganhando atenção internacional. Ela viajou para a Polônia para sua pesquisa, entrevistando dissidentes em Gdańsk, Varsóvia e Cracóvia. Ao retornar a Washington, seu marido anunciou sua intenção de se divorciar dela para se relacionar com outra mulher; o divórcio foi finalizado em 1983.
Albright ingressou no corpo docente da Universidade de Georgetown em Washington, D.C., em 1982, especializando-se em estudos da Europa Oriental. Ela também dirigiu o programa da universidade sobre mulheres na política global. Ela serviu como uma importante assessora de política externa do Partido Democrata, orientando a candidata a vice-presidente Geraldine Ferraro em 1984 e o candidato presidencial Michael Dukakis em 1988 (ambas as campanhas terminaram em derrota). Em 1992, Bill Clinton devolveu a Casa Branca ao Partido Democrata, e Albright foi contratada para lidar com a transição para uma nova administração no Conselho de Segurança Nacional. Em janeiro de 1993, Clinton a nomeou embaixadora dos Estados Unidos nas Nações Unidas, seu primeiro cargo diplomático.

### Embaixadora dos Estados Unidos nas Nações Unidas
Albright foi nomeada embaixadora nas Nações Unidas, um cargo de nível ministerial, pouco depois da posse de Clinton, apresentando suas credenciais em 9 de fevereiro de 1993. Durante seu mandato na ONU, ela liderou a oposição ao secretário-geral da ONU, Boutros Boutros-Ghali, a quem criticou como "desinteressado" e "negligente" com o genocídio em Ruanda. A relação entre Albright e Boutros Boutros-Ghali foi marcada por tensão profunda, manobras políticas e, por fim, um confronto público dramático que levou à remoção de Boutros-Ghali como secretário-geral da ONU. Albright foi a principal arquiteta da campanha dos EUA para bloquear a candidatura de Boutros-Ghali a um segundo mandato, apesar de seu amplo apoio. Ela foi bem-sucedida em bloqueá-lo. Albright escreveu: "Meu maior arrependimento dos meus anos de serviço público é a falha dos Estados Unidos e da comunidade internacional em agir mais cedo para deter esses crimes."
Em Aperte as Mãos com o Diabo, Roméo Dallaire escreve que em 1994, no papel de Albright como Representante Permanente dos EUA na ONU, ela evitou descrever os assassinatos em Ruanda como "genocídio" até ser sobrepujada pelas evidências; esta é agora a forma como ela descreveu esses massacres em suas memórias. Ela foi instruída a apoiar uma redução ou retirada (que nunca aconteceu) da Missão de Assistência da ONU para Ruanda, mas posteriormente recebeu mais flexibilidade. Albright mais tarde comentou no documentário da PBS Ghosts of Rwanda que "foi um momento muito, muito difícil, e a situação não estava clara. Sabe, em retrospecto, tudo parece muito claro. Mas quando você estava [lá] na época, não estava claro o que estava acontecendo em Ruanda."
Também em 1996, após pilotos militares cubanos abaterem duas pequenas aeronaves civis pilotadas pelo grupo de exilados cubano-americanos Irmãos ao Resgate sobre águas internacionais, ela anunciou em uma reunião do Conselho de Segurança da ONU que debatia uma resolução condenando Cuba: "Francamente, isso não é coragem. Isso é covardia." A frase cativou o presidente Clinton, que disse que foi "provavelmente a frase mais eficaz de toda a política externa da administração". Quando Albright apareceu em um serviço memorial para os falecidos em Miami em 2 de março de 1996, foi recebida com gritos de "liberdade".
Em 1996, Albright fez um pacto secreto com Richard Clarke, Michael Sheehan e James Rubin para derrubar o secretário-geral da ONU Boutros Boutros-Ghali, que concorria sem oposição a um segundo mandato na eleição de 1996. Após a morte de 15 soldados americanos de paz em uma incursão fracassada na Somália em 1993, Boutros-Ghali se tornou um bode expiatório político nos Estados Unidos. Eles apelidaram o pacto de "Operação Expresso do Oriente" para refletir sua esperança de que outras nações se juntassem aos Estados Unidos. Embora todos os outros membros do Conselho de Segurança das Nações Unidas tenham votado em Boutros-Ghali, os Estados Unidos se recusaram a ceder à pressão internacional para abandonar seu veto solitário. Após quatro reuniões inconclusivas do Conselho de Segurança, Boutros-Ghali suspendeu sua candidatura e se tornou o único secretário-geral da ONU a ser negado um segundo mandato. Os Estados Unidos então travaram um duelo de veto em quatro rodadas com a França, forçando-a a recuar e aceitar Kofi Annan como o próximo secretário-geral. Em suas memórias, Clarke disse que "toda a operação havia fortalecido a posição de Albright na competição para ser Secretária de Estado na segunda administração Clinton".

### Secretária de Estado
Quando Clinton começou seu segundo mandato em janeiro de 1997, após sua reeleição, ele precisava de uma nova Secretária de Estado, já que o titular Warren Christopher estava se aposentando. O alto escalão do governo Clinton estava dividido em dois campos sobre a seleção da nova política externa. O chefe de gabinete Leon Panetta favorecia Albright, mas uma facção separada apoiava outros candidatos, como o senador Sam Nunn da Geórgia, o senador George J. Mitchell do Maine e o ex-assistente do Secretário de Estado Richard Holbrooke. Albright orquestrou uma campanha em seu próprio nome que se mostrou bem-sucedida. Quando Albright assumiu o cargo como a 64ª Secretária de Estado dos EUA em 23 de janeiro de 1997, ela se tornou a primeira mulher Secretária de Estado dos EUA e a mulher de mais alto escalão na história do governo americano na época de sua nomeação. Por não ser cidadã nativa dos EUA, ela não era elegível como sucessora presidencial.
Durante seu mandato, Albright influenciou consideravelmente a política externa americana na Bósnia e Herzegovina e no Oriente Médio. Após o Acordo de Dayton, no qual um cessar-fogo na Guerra da Bósnia foi alcançado, o presidente Clinton se comprometeu a enviar tropas americanas para a Bósnia para fazer cumprir o acordo, conforme recomendado fortemente por Albright. Segundo as memórias de Albright, ela uma vez discutiu com Colin Powell sobre o uso da força militar perguntando: "Qual é o sentido de você salvar este magnífico exército para, Colin, se não podemos usá-lo?". Albright defendeu fortemente sanções econômicas dos EUA contra o Saddam Hussein do Iraque.
Como Secretária de Estado, ela representou os EUA na transferência da soberania de Hong Kong em 1º de julho de 1997. Ela, junto com as delegações britânicas, boicotou a cerimônia de posse do Conselho Legislativo de Hong Kong nomeado pela China, que substituiu o eleito. Em outubro de 1997, ela expressou sua aprovação para isenções de segurança nacional ao Protocolo de Quioto, argumentando que as operações da OTAN não deveriam ser limitadas por controles nas emissões de gases de efeito estufa, e esperava que outros membros da OTAN também apoiassem as isenções na Terceira Conferência das Partes em Quioto, Japão.

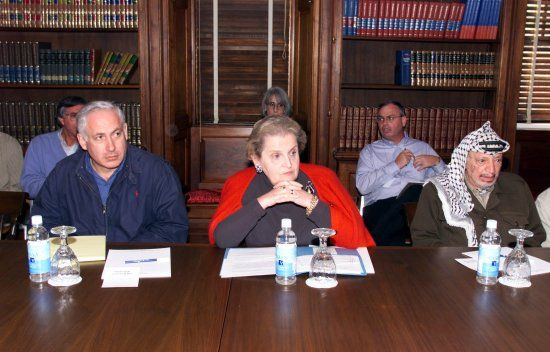
Albright com Benjamin Netanyahu (esquerda) e Yasser Arafat no Memorando do Rio Wye, 1998

De acordo com vários relatos, Prudence Bushnell, embaixadora dos EUA no Quênia, repetidamente pediu a Washington segurança adicional para a embaixada em Nairóbi, incluindo em uma carta diretamente endereçada a Albright em abril de 1998. Bushnell foi ignorada. Ela mais tarde afirmou que quando falou com Albright sobre a carta, Albright disse que não havia sido mostrada a ela. Em Contra Todos os Inimigos, Richard Clarke escreve sobre uma troca com Albright vários meses após os atentados às embaixadas dos EUA no Quênia e na Tanzânia em agosto de 1998. "O que você acha que vai acontecer se perder outra embaixada?" Clarke perguntou. "Os republicanos no Congresso vão atrás de você." "Em primeiro lugar, eu não perdi essas duas embaixadas", Albright respondeu. "Eu as herdei no estado em que estavam."
Em 1998, na Cúpula da OTAN, Albright articulou o que ficou conhecido como os "três Ds" da OTAN, "que é nenhuma diminuição da OTAN, nenhuma discriminação e nenhuma duplicação – porque acho que não precisamos que nenhum desses três 'Ds' aconteça".

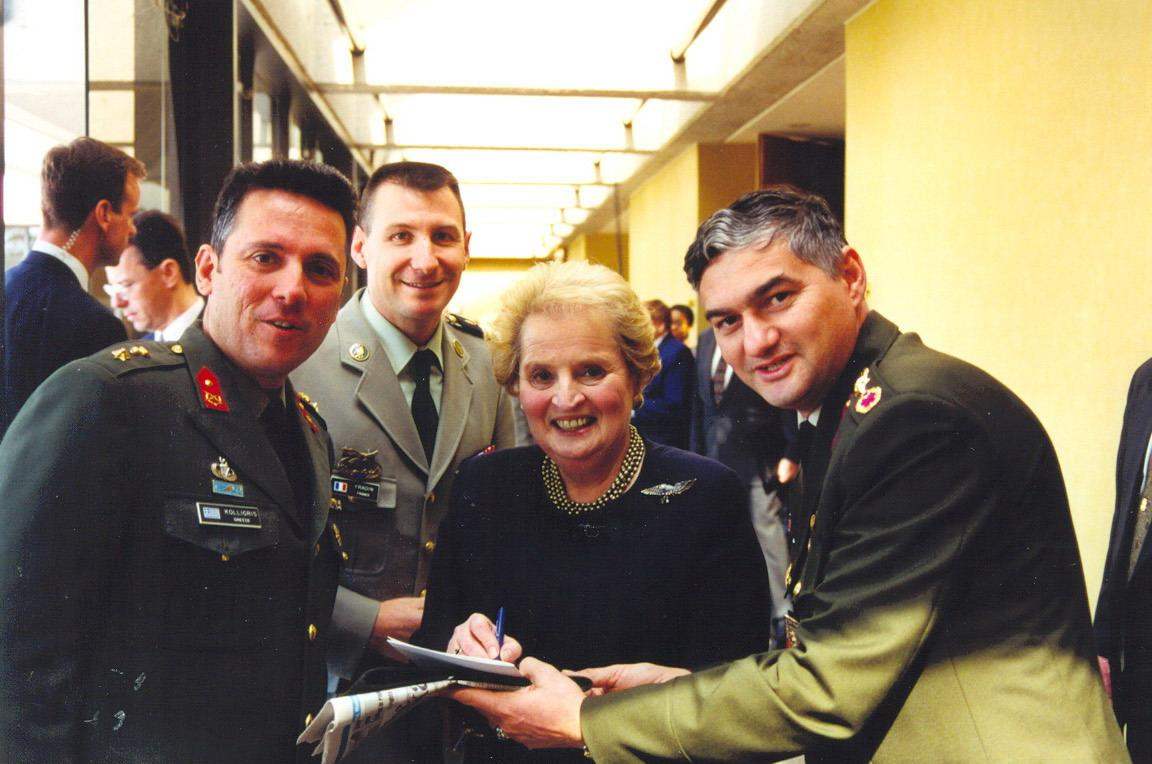
Com oficiais da OTAN durante a Cerimônia de Adesão de Novos Membros da OTAN, 1999

Em fevereiro de 1998, Albright participou de um encontro no estilo town-hall na St. John Arena em Columbus, onde ela, William Cohen e Sandy Berger tentaram fazer o caso para ação militar no Iraque. A multidão foi disruptiva, repetidamente interrompendo a discussão com vaias e gritos anti-guerra. James Rubin minimizou as interrupções, afirmando que a multidão apoiava uma política de guerra. Mais tarde naquele ano, tanto Bill Clinton quanto Albright insistiram que um ataque a Saddam Hussein só poderia ser interrompido se Hussein revertesse sua decisão de interromper as inspeções de armas.
Em uma entrevista no The Today Show, 19 de fevereiro de 1998, Albright disse: "Se tivermos que usar a força, é porque somos a América; somos a nação indispensável. Nós nos destacamos e vemos mais longe do que outros países no futuro...."
Albright foi uma das principais defensoras do bombardeio da OTAN na Iugoslávia como meio de encerrar a Guerra do Kosovo, levando a mídia popular a descrevê-la como "A Guerra de Madeleine".
Albright se tornou uma das mais altas autoridades ocidentais a se encontrar com Kim Jong-il, o então líder da comunista Coreia do Norte, durante uma visita oficial de estado àquele país em 2000.
Em 8 de janeiro de 2001, em um de seus últimos atos como Secretária de Estado, Albright fez uma chamada de despedida a Kofi Annan e disse que os EUA continuariam a pressionar o Iraque a destruir todas as suas armas de destruição em massa como condição para levantar as sanções econômicas, mesmo após o fim do governo Clinton em 20 de janeiro de 2001.
Albright recebeu o prêmio do senador americano H. John Heinz III pelo Maior Serviço Público por um Oficial Eleito ou Nomeado, um prêmio concedido anualmente pela Fundação Jefferson Awards, em 2001.

### Pós-governo Clinton

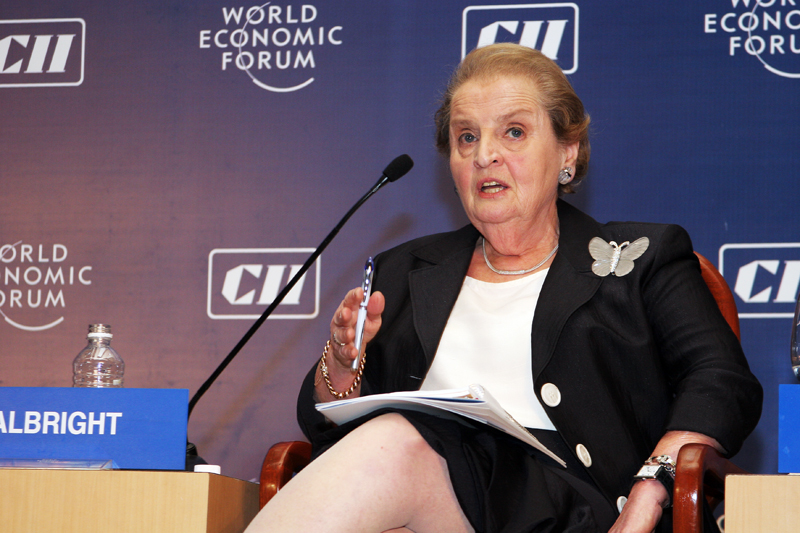
Madeleine Albright no Fórum Econômico Mundial

Após o mandato de Albright como Secretária de Estado, o presidente tcheco Václav Havel falou abertamente sobre a possibilidade de Albright sucedê-lo. Albright teria ficado lisonjeada, mas negou ter considerado seriamente a possibilidade de concorrer a um cargo em seu país de origem.
Albright foi eleita membro da Academia Americana de Artes e Ciências em 2001. Também naquele ano, Albright fundou o Albright Group, uma empresa de consultoria em estratégia internacional sediada em Washington, D.C., que mais tarde se tornou o Albright Stonebridge Group. Afiliada à empresa está a Albright Capital Management, fundada em 2005 para se envolver em gestão de fundos privados relacionados a mercados emergentes.
Albright aceitou uma posição no conselho de administração da Bolsa de Valores de Nova York (NYSE) em 2003.

## Publicações
- Madam Secretary: A Memoir. [S.l.]: Miramax. 2003. ISBN 1-4013-5962-0
- The Mighty and the Almighty: Reflections on America, God, and World Affairs. [S.l.]: Harper. 2006. ISBN 978-0-06-089257-9
- Memo to the President Elect: How We Can Restore America's Reputation and Leadership. [S.l.]: Harper Collins. 2008. ISBN 978-0-06-135181-5
- Read My Pins: Stories from a Diplomat's Jewel Box. [S.l.]: Harper Collins. 2009. ISBN 978-0-06-089918-9
- Prague Winter: A Personal Story of Remembrance and War, 1937–1948. [S.l.]: Harper. 2012. ISBN 978-0-06-203031-3
- Fascism: A Warning. [S.l.]: Harper Collins. 2018. ISBN 978-0-06-280218-7
- Hell and Other Destinations: A 21st-Century Memoir. [S.l.]: Harper. 2020. ISBN 978-0-06-280225-5